# Eduard Klug (Mediziner)
Eduard Klug (* 27. März 1901 in Leitmeritz; † 28. Juni 1982 in Bad Godesberg) war ein deutscher KZ-Arzt und SS-Sturmbannführer.

## Leben
Klug war Sohn eines Photographen mit eigenem Photostudio und zwei Filialgeschäften. Von 1920 bis 1926 studierte er die Medizin an der Universität Prag sowie in Innsbruck und Wien. Am 19. Juni 1926 erhielt er Approbation. Von 1926 bis 1929 war er Sekundärarzt am Krankenhaus in Leitmeritz. Ab 1929 war er als niedergelassener praktischer Arzt in Leitmeritz tätug. Ab 1934 war er Anstaltsarzt des Siechenhauses. Am 15. Oktober 1938 wurde er Mitglied der Allgemeine SS (SS-Nummer 329.646). Am 2. Januar 1939 beantragte er die Aufnahme in die NSDAP und wurde rückwirkend zum 1. Dezember 1938 aufgenommen (Mitgliedsnummer 6.698.307). Ab dem 1. Februar bis zum 9. Oktober 1940 war er all SS-Truppen- und Lagerarzt im KZ Sachsenhausen eingesetzt. Ab dem 15. März 1941 bis zum 31. Dezember 1941 als Bataillonsarzt in der Aufklärungsabteilung der 6. SS-Gebirgs-Division „Nord“. Ab dem 22. Januar 1942 bis zum 30. Juni 1944 im Fürsorge- und Versorgungsamt der Waffen-SS in Düsseldorf tätig. Nach britischer Kriegsgefangenschaft und Internierungshaft ab dem 9. April 1947 in Lüdenscheid wohnhaft und dort als praktischer Arzt tätig.